# Fasching Antal-díj
A Fasching Antal-díjat a földmérés, a földügy, a térképészet és térinformatika terén kiemelkedő elméleti, gyakorlati és tudományos tevékenység elismeréséül, térképészetért felelős miniszter által alapított bizottság döntése alapján, minden évben a március 15-i nemzeti ünnepen adják át. Az elismerésben részesített a díjjal emlékplakettet, valamint az adományozást igazoló okiratot kap
A bronz emlékplakettet Borsodi Bindász Dezső szobrászművész tervezte.
Az emlékérem 1971-es „Alapítva Magyarország felszabadításának 25. évfordulóján, 1970-ben” felirata 1991-ben „Fasching Antal emlékérem, alapítva 1970-ben” szövegre változott.

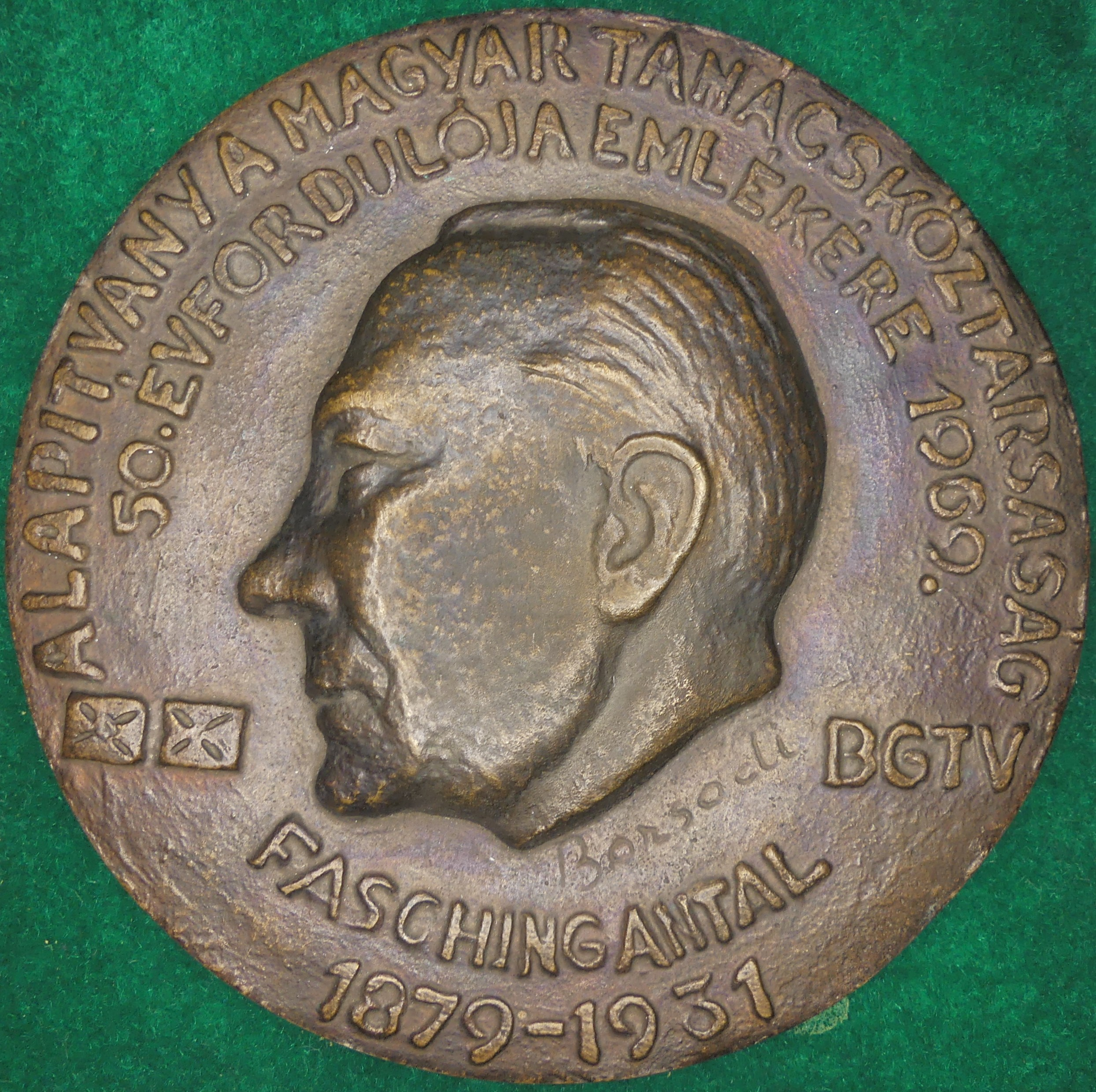
Az 1969-es díjak egyike

## Díjazottak[5]
| Évszám           | Díjazott neve                 | Szervezet |
| 1969             | Bence Tivadar                 | |
| 1969             | Csatkai Dénes                 | |
| 1969             | Hazay István                  | BME Felsőgeodézia Tanszék |
| 1969             | Pénzváltó Géza                | |
| 1969             | Ráskai Zoltán                 | |
| 1972             | Bene András                   | Országos Földügyi és Térképészeti Hivatal (OFTH) |
| 1972             | László Sándor                 | |
| 1973             | Bodai Lajos                   | |
| 1973             | dr. Joó István                | OFTH |
| 1974             | Alpár Gyula                   | Földmérési Intézet (FÖMI) KGO Penc |
| 1974             | Mihók István                  | |
| 1975             | Michalik István               | |
| 1975             | Sallai Béla                   | |
| 1975             | Regőczi Emil                  | OFTH ny. tud. munkatárs, GK főszerkesztő |
| 1976             | Fábián László                 | |
| 1976             | Jagasics Béla                 | Földmérési Intézet (FÖMI) |
| 1977             | Somló József                  | OFTH |
| 1977             | Szabó Imre                    | |
| 1978             | Györke Dénes                  | |
| 1978             | dr. Homorodi Lajos            | BME Fotogrammetriai Tanszék |
| 1979             | Gabos György                  | |
| 1979             | Kovács Béla                   | |
| 1980             | Gaál Gyula                    | |
| 1980             | Papp Zoltán                   | |
| 1981             | Dr. Balázs László             | Földművelésügyi és Vidékfejlesztési Minisztérium (FVM), osztályvezető |
| 1981             | Zsámboki Sándor               | Földmérési Intézet (FÖMI) |
| 1982             | Szabó Sándor                  | |
| 1982             | Vincze Vilmos                 | Erdészeti és Faipari Egyetem Földmérési és Földrendezői Főiskolai Kar (EFE FFFK) |
| 1983             | Dr. Füry Mihály               | |
| 1983             | Nagy Lajos                    | |
| 1984             | Horváth József                | |
| 1984             | Papp Géza                     | |
| 1985             | Gebry János                   | BGTV |
| 1985             | Kiss Sándor                   | |
| 1986             | Huszár István                 | |
| 1986             | Szentesi András               | |
| 1987             | Vizi István                   | |
| 1988             | Dr. Detrekői Ákos             | BME |
| 1988             | Dr. Lukács Tibor              | Földmérési Intézet (FÖMI), tudományos igazgatóhelyettes |
| 1989             | Bartos István                 | Nógrád Megyei Földhivatal vezetője |
| 1989             | Bak Antal                     | HM TÉSZ |
| 1990             | ---                           | |
| 1991             | ---                           | |
| 1992             | Dr. Szabó Gyula               | GEO |
| 1992             | ifj. Hőnyi Ede                | Cartographia Kft |
| 1993             | Vörös Imre                    | |
| 1993             | Szádeczky-Kardoss Gyula       | |
| 1994             | Riegler Péter                 | Baranya Megyei Földhivatal vezetője |
| 1994             | Fejér László                  | |
| 1995             | Varga Gábor                   | |
| 1995             | Dr. Niklasz László            | FVM |
| 1995             | Sárdy Andor                   | BME |
| 1996             | Dr. Mihály Szabolcs           | FÖMI |
| 1996             | Frankó Pál                    | |
| 1996             | Horváth Kálmán                | BME |
| 1997             | Bölönyi György                | Asztalos János/Varga Márton Szakközépiskola |
| 1997             | Horváth Balázs                | |
| 1997             | Kummer Mihály                 | BGTV 9. Felmérési (szolnoki) osztály, osztályvezető |
| 1997, rendkívüli | Varga Jánosné                 | Fővárosi Földhivatal |
| 1997, rendkívüli | Dr. Varga Tóth Antal          | Zala Megyei Földhivatal |
| 1997, rendkívüli | Oláh Béla                     | Hajdú-Bihar Megyei Földhivatal |
| 1997, rendkívüli | Bolla Gyula                   | Győr-Moson-Sopron Megyei Földhivatal |
| 1997, rendkívüli | Dr. Fenyő György              | FVM |
| 1998             | Ágfalvi Mihály                | GEO |
| 1998             | Csornai Gábor                 | FÖMI |
| 1998             | Ujlaki Tibor                  | PGTV |
| 1999             | Raum Frigyes                  | BGTV ny. főmérnök, MFTTT alapító főtitkár |
| 1999             | Tamás László                  | Erdészeti és Faipari Egyetem |
| 1999             | Árvolt Gyula                  | Zala Megyei Földhivatal, hivatalvezető |
| 2000             | Dr. Biró Péter                | BME (70) |
| 2000             | Ponicsán Gábor                | NKP Kht. ügyvezető |
| 2000             | Winkler Péter                 | FÖMI |
| 2001             | Dr. Latkóczy Olga             | FVM |
| 2001             | Várnay György                 | PGTV |
| 2002             | Dr. Csepregi Szabolcs         | GEO |
| 2002             | Tompó László                  | Pest Megyei Földhivatal |
| 2002             | Ringhofer János               | CartoHansa Kft |
| 2003             | Dr. Papp Iván                 | Baranya Megyei Földhivatal, hivatalvezető |
| 2003             | Bartos Ferenc                 | NKP Kht. műszaki igazgató, MFTTT főtitkár |
| 2004             | Dr. Bácsatyai László          | Nyugat-magyarországi Egyetem, Sopron |
| 2004             | Dr. Remetey-Fülöpp Gábor      | FVM ovsztályvezető |
| 2004             | Földi Ervin                   | Földrajzinév-bizottság elnöke |
| 2005             | Apagyi Géza                   | FVM FTF, főosztályvezető |
| 2005             | Biró Gyula                    | Geodéziai és Térképészeti Rt., vezérigazgató |
| 2005             | Prof. Dr. Márkus Béla         | Nyugat-Magyarországi Egyetem Geoinformatikai Főiskolai Kar, főigazgató (GEO) |
| 2006             | Hodobay-Böröcz András         | FVM Földügyi és Térinformatikai Főosztály, főosztályvezető-helyettes |
| 2006             | Osskó András                  | Fővárosi Földhivatal, hivatalvezető-helyettes |
| 2006             | Veress Sándor                 | Digicart Geodéziai Szolgáltató és Fejlesztő Kft., okleveles mérnök (ITR) |
| 2007             | Buga László, mk. ezredes      | HM Térképészeti NKft. ügyvezető igazgató |
| 2007             | Dr. Gross Miklós              | Eurosense Légi Térképészeti Kft., ügyvezető |
| 2007             | Horváth Gábor                 | FVM Földügyi és Térinformatikai Főosztály, főosztályvezető |
| 2007             | Dr. Kisvárdai László          | Borsod-Abaúj-Zemplén Megyei Földhivatal, hivatalvezető |
| 2007             | Nagy István                   | Bács-Kiskun Megyei Földhivatal, osztályvezető |
| 2007             | Dr. Vass Tamás                | Földmérési és Távérzékelési Intézet, osztályvezető |
| 2008             | Dr. Ádám József               | BME Építőmérnöki Kar Általános- és Felsőgeodézia Tanszék, tanszékvezető egyetemi tanár |
| 2008             | Berényi László                | Baranya Megyei Földhivatal szakfelügyelő |
| 2008             | Miklós Róbert                 | Somogy Megyei Földhivatal hivatalvezető-helyettes |
| 2009             | Hidvéginé dr. Erdélyi Erika   | Pest Megyei Földhivatal, hivatalvezető |
| 2009             | Dr. Borza Tibor               | Földmérési és Távérzékelési Intézet, Kozmikus Geodéziai Obszervatórium, Penc |
| 2009             | Dr. Papp-Váry Árpád           | Cartographia Kft. |
| 2009             | Dr. Alabér László             | HM Térképészeti NKft., szakmai tanácsadó |
| 2010             | Dr. Busics György             | Nyugat-Magyarországi Egyetem, Földmérési és Földrendezői Főiskolai Kar, docens |
| 2010             | Dr. Klinghammer István        | ELTE, egyetemi tanár |
| 2010             | Dr. Szabó Zsolt               | Tolna Megyei Földhivatal, hivatalvezető |
| 2011             | Dr. Kurucz Mihály             | Eötvös Loránd Tudományegyetem Állam- és Jogtudományi Kar, egyetemi docens |
| 2011             | Dr. Birkás János              | Nyugat-magyarországi Egyetem, Földmérési és Földrendezői Főiskolai Kar, nyugalmazott főiskolai adjunktus |
| 2011             | Nagy István                   | Hungarogeo Kft., ügyvezető igazgató |
| 2012             | Ajkay Dezsőné                 | Vas Megyei Kormányhivatal Földhivatala, hivatalvezető-helyettes |
| 2012             | Bence István                  | Vidékfejlesztési Minisztérium Földügyi Főosztály, nyugalmazott szakmai tanácsadó |
| 2012             | Roska László                  | Geodéziai és Térképészeti Zrt. Gyöngyösi Iroda, önálló irodavezető |
| 2012             | Dr. Török Zsolt Győző         | ELTE Térképtudományi és Geoinformatikai Tanszék, egyetemi docens |
| 2013             | Boros Gyula                   | Geodézia Borsod Kft., Miskolc, ügyvezető |
| 2013             | Busics Imre                   | Földmérési és Távérzékelési Intézet Geodéziai Igazgatóság igazgató |
| 2013             | Dr. Völgyesi Lajos            | Budapesti Műszaki és Gazdaság-tudományi Egyetem (BME) Általános és Felsőgeodézia Tanszéke egyetemi tanár |
| 2014             | Dr. Csapó Géza                | Magyar Földtani és Geofizikai Intézet nyugalmazott szaktanácsadója, tudományos főmunkatárs |
| 2014             | Institóris István Ignác       | Földmérési és Távérzékelési Intézet, osztályvezető |
| 2014             | Dr. Sisák István              | Pannon Egyetem Georgikon Kar, egyetemi docens |
| 2015             | Herczeg Ferenc                | Földmérési és Távérzékelési Intézet, osztályvezető |
| 2015             | Rácz Kálmán                   | Jász-Nagykun-Szolnok Megyei Kormányhivatal Földhivatala, hivatalvezető |
| 2015             | Dr. Vincze László             | Óbudai Egyetem Alba Regia Műszaki Kar Geoinformatikai Intézet, ny. főiskolai docens |
| 2016             | Borsay Tamás                  | Budapest Főváros Kormányhivatala Földhivatali Főosztály, főosztályvezető |
| 2016             | Dr. Kenyeres Ambrus           | Földmérési és Távérzékelési Intézet Kozmikus Geodéziai Obszervatóriuma osztályvezető |
| 2016             | Maksa József Zsolt            | Bács-Kiskun Megyei Kormányhivatal Földművelésügyi és Erdőgazdálkodási Főosztály, erdőtervező |
| 2017             | Botond Gábor László           | KOMUNÁLINFÓ Zrt., vezérigazgató; a földmérés, térinformatika és a térképészet terén, továbbá a térinformatikai rendszerek kialakításában végzett hazai és nemzetközi tevékenysége elismeréseként |
| 2017             | Tóth László ezredes           | MH Geoinformációs Szolgálat, szolgálatfőnökének, több évtizeden át a katonai geodéziai technológiákban, a térképezésben és térképészetben, valamint a geoinformációs támogatás kidolgozásában végzett kiváló munkája elismeréseként |
| 2017             | Verőné Dr. Wojtaszek Malgorza | Óbudai Egyetem Alba Regia Műszaki Kar egyetemi docensének, hosszú időn át magas színvonalon végzett oktatási tevékenységének, a távérzékelés mezőgazdasági célú hasznosításában elért kutatási eredményeinek elismeréseként |
| 2018             | Fister György                 | Heves Megyei Kormányhivatal Élelmiszerlánc-biztonsági és Földhivatali Főosztály, főosztályvezető-helyettese |
| 2018             | Kádár István                  | Óbudai Egyetem Alba Regia Műszaki Kar nyugalmazott tudományos főmunkatársa |
| 2019             | Dobai Tibor                   | Artland Földmérési Bt. ügyvezetője |
| 2019             | Dr. Engler Péter              | főiskolai docens, az Óbuda Egyetem Alba Regia Műszaki Kar intézetigazgató-helyettese |
| 2019             | Ujlaki László                 | Hajdú-Bihar Megyei Kormányhivatal Berettyóújfalui Járási Hivatal földmérési szakügyintézője |
| 2020             | Németh László                 | HM Zrínyi Térképészeti és Kommunikációs Szolgáltató Közhasznú Nonprofit Kft. térképészeti ágazati volt igazgatója |
| 2020             | Sipos György                  | HM Zrínyi Térképészeti és Kommunikációs Szolgáltató Közhasznú Nonprofit Kft. térképészeti ágazat volt felmérő osztályvezetője |
| 2020             | Dr. Toronyi Bence             | Budapesti Műszaki és Gazdaságtudományi Egyetem adjunktusa |
| 2021             | Balázsik Valéria              | Óbuda Egyetem Alba Regia Műszaki Kar mestertanára; a földügy, a térképészet és térinformatika terén kiemelkedő elméleti, gyakorlati és tudományos tevékenység elismeréséül |
| 2021             | Homolya András                | Budapesti Műszaki és Gazdaságtudományi Egyetem Általános és Felsőgeodézia Tanszék mestertanára; a magyar geodéziai és kataszteri ismeretek egyetemi oktatását, az Ingatlanrendező Földmérő Minősítő Bizottságban végzett tevékenységét és a földmérési jogszabályok kidolgozásában végzett munkájáéért                                                                           |
| 2021             | Dr. Sóvári Tibor              | Békés Megyei Kormányhivatal Földhivatali Főosztálya, főosztályvezető; az agráriummal kapcsolatos hatósági igazgatási tevékenységek fejlesztésében, jobbításában szerzett érdemeiért; munkájával nagyban hozzájárul az osztatlan közös tulajdon megszüntetésével kapcsolatos feladatok végrehajtásához, oroszlánrészt vállal az e-ingatlan-nyilvántartási rendszer kialakításában |
| 2022             | Doroszlai Tamás               | Lechner Nonprofit Kft., földügyi osztályvezető; a hazai földügyi informatikai fejlesztés szolgálatában végzett több évtizedes magas színvonalú, eredményes munkájáért |
| 2022             | Dr. Németh Gyula              | Óbudai Egyetem Alba Regia Műszaki Karának nyugalmazott főiskolai tanára; a székesfehérvári földmérőmérnök-képzés érdekében ellátott négy évtizedes lelkiismeretes oktatói és vezetői munkájáért |
| 2022             | Tokaji Zsolt                  | a Borsod-Abaúj-Zemplén Megyei Kormányhivatal földhivatali ügyintézője; az ingatlanügyi hatósági terület földmérési szakterületének hatékony működése érdekében végzett kiváló munkájáért |
| 2023             | Heilmann János                | a Baranya Megyei Szakképzési Centrum Pollack Mihály Technikum és Kollégium nyugalmazott mérnök-tanára, szakképzési szaktanácsadója; a szakközépiskolai földmérő képzés népszerűsítése, szakmai versenyek, szakmai oktatási segédanyagok tervezése, a földmérő utánpótlás nevelése terén kifejtett több évtizedes áldozatos munkájáért                                            |
| 2023             | Horváth Gábor István          | az Építési és Közlekedési Minisztérium vezető-kormányfőtanácsosa; a földmérés és a térinformatika terén kiemelkedő elméleti, gyakorlati tevékenységéért, a terület korszerűsítése érdekében kifejtett munkájáért, a TAKARNET24 és a közhiteles címregiszter kialakításában játszott szerepéért                                                                                   |
| 2023             | Koós Tamás alezredes          | a Magyar Honvédség Geoinformációs Szolgálat főmérnöke; a katonai geodéziai technológiák alkalmazásának vizsgálata, a térképészeti és geoinformációs támogatás elméleti és gyakorlati kérdéseinek kutatása érdekében végzett áldozatos munkájáért |
| 2024             | Gósz Zoltán                   | Nemzeti Agrárkamara Csongrád-Csanád Vármegyei Igazgatóságának földügyi referense; a földügy gyakorlati kérdéseinek vizsgálata, a földügy és az agrárium közötti kapcsolatok megerősítése érdekében végzett kiváló munkájáért |
| 2024             | Szalay László                 | a volt MH Geoinformációs Szolgálat szolgálatfőnöke, hivatásos katona; a hazai és a nemzetközi térképész kapcsolatok fejlesztéséért és irányításáért, valamint a polgári és katonai térképész szakmai szervezetek közötti kapcsolatok szorosabbá fűzésében játszott szerepéért |
| 2024             | Zalaba Piroska                | az Agrárminisztérium Földügyi és Térinformatikai Főosztályának osztályvezetője; a földmérés és ingatlan-nyilvántartás számítógépesítése, valamint a hazai földügyi digitális szolgáltatások fejlesztése érdekében végzett több évtizedes munkájáért |
| 2025             | Lay Gábor                     | a Veszprém Vármegyei Kormányhivatal Földhivatali Főosztályának nyugalmazott földmérési szakügyintézője, a pápai földhivatal földmérési szakágában végzett több évtizedes, áldozatos munkájáért |
| 2025             | Dr. Mélykúti Gábor            | a Nyugat-magyarországi Egyetem Geoinformatikai Karának egykori dékánja, földmérő szakember generációk oktatása-nevelése terén végzett eredményes munkájáért, kutatói tevékenységéért |